# Јенген
Јенген (њем. Jengen) општина је у њемачкој савезној држави Баварска. Једно је од 45 општинских средишта округа Осталгој. Према процјени из 2010. у општини је живјело 2.336 становника. Посједује регионалну шифру (AGS) 9777140.

## Географски и демографски подаци
Јенген се налази у савезној држави Баварска у округу Осталгој. Општина се налази на надморској висини од 635 метара. Површина општине износи 33,8 km². У самом мјесту је, према процјени из 2010. године, живјело 2.336 становника. Просјечна густина становништва износи 69 становника/km².